# La Vie en rose
"La Vie en rose" (phát âm tiếng Pháp: [la vi ɑ̃ ʁoz]) (tạm dịch: Sống hồng) là một bản tình ca trứ danh của nữ danh ca huyền thoại người Pháp, Édith Piaf. Ca khúc được sáng tác hoàn chỉnh vào năm 1945 và được phổ biến rộng rãi trong công chúng Paris trong năm 1946. Vào năm 1947, bài hát này được phát hành dưới dạng đĩa đơn trích từ album Chansons parisiennes.
Đây là ca khúc đem tên tuổi của Edith đến với thế giới. Ca khúc đạt ngưỡng 1 triệu bản ở Hoa Kỳ và là đĩa đơn bán chạy nhất vào năm 1948 tại Ý. Bài hát được nhiều nghệ sĩ thể hiện lại với nhiều thứ tiếng khác nhau và còn được sử dụng trong nhiều các tác phẩm điện ảnh và truyền hình trên toàn cầu.

## Phiên bản của Édith Piaf
Tựa đề của bài hát có thể được dịch với nghĩa "Cuộc đời trong màu hồng" hoặc "Cuộc đời qua lăng kính màu hồng"; với ý nghĩa chung là "Cuộc đời màu hồng".
Phần lời được chính Édith Piaf sáng tác, với phần nhạc được phổ theo bởi Marguerite Monnot và Louis Guglielmi, hay được biết đến với cái tên "Louiguy". Ban đầu, bài hát chỉ được đăng ký sáng tác bởi Louiguy, nhưng sau đó lại thay đổi khi Piaf không có đủ các tiêu chuẩn để giữ tác quyền cùng SACEM. Ca từ "Quand il me prend dans ses bras..." (Khi chàng ôm tôi trong vòng tay...) đến với bà một cách tình cờ vào một buổi tối năm 1944, khi bà đứng trước một người đàn ông Mỹ. Sự rung động từ buổi gặp gỡ ấy tạo nền tảng cho toàn bộ phần lời bài hát. Ca khúc sau đó được sáng tác hoàn chỉnh vào năm 1945 và được phổ biến rộng rãi trong công chúng thành Paris năm 1946. Bài hát sau đó được phổ sang lời Anh bởi Mack David.
Ban đầu, Piaf cùng các đồng sự của mình đều không nghĩ La Vie En Rose sẽ thành công vì cho rằng nó yếu hơn hầu hết ca khúc khác. Bà sau đó nghe theo lời khuyên của họ và bỏ qua bài hát này, chỉ cho đến khi bà lại đổi ý trong năm kế tiếp. Bài hát được bà trình diễn trực tiếp đầu tiên vào năm 1946 và được rất nhiều khán giả yêu thích. "La Vie en rose" là bài hát giúp bà nổi tiếng tên toàn thế giới, với phần lời nhạc lột tả về một tình yêu đằm thắm và lôi cuốn nhiều người đang trải qua thời gian chiến tranh chia cắt.
"La Vie en rose" được phát hành dưới dạng đĩa đơn 10" vào năm 1947 bởi hãng Columbia Records, thuộc hãng EMI, với mặt B là bài hát "Un refrain courait dans la rue". Bài hát được đón nhận nồng hậu và đạt ngưỡng 1 triệu bản tại Hoa Kỳ. Bài hát là đĩa đơn bán chạy nhất năm 1948 tại Ý và là đĩa đơn bán chạy thứ 9 tại Brazil trong năm 1949. Piaf trình diễn bài hát này trong bộ phim của Pháp, Neuf garçons, un coeur vào năm 1948. Album đầu tiên của Piaf có chứa bài hát này là Chansons parisiennes được phát hành dưới dạng đĩa than 10" vào năm 1950. Bài hát còn được xuất hiện trong hầu hết các album tiếp sau của bà và trong nhiều album tuyển tập khác của bà. Bài hát trở thành bản tình ca trứ danh của Piaf và là bài hát ăn khách trên các thị trường âm nhạc khác nhau, cùng với các bài hát "Milord" và "Non, je ne regrette rien" của bà trước đây. Theo sau sự thành công của bài hát này, Piaf viết thêm 80 bài hát nữa trong sự nghiệp của mình.
Bài hát nhận được giải thưởng Grammy Hall of Fame Award vào năm 1998.

## Danh sách đĩa nhạc
- Đĩa đơn 10"[10]

A. "La Vie en rose"
B. "Un refrain courait dans la rue"

## Diễn biến trên bảng xếp hạng
| Bảng xếp hạng     | Thứ hạng cao nhất |
| ----------------- | ----------------- |
| Billboard Hot 100 | 23                |

## Trong văn hóa đại chúng

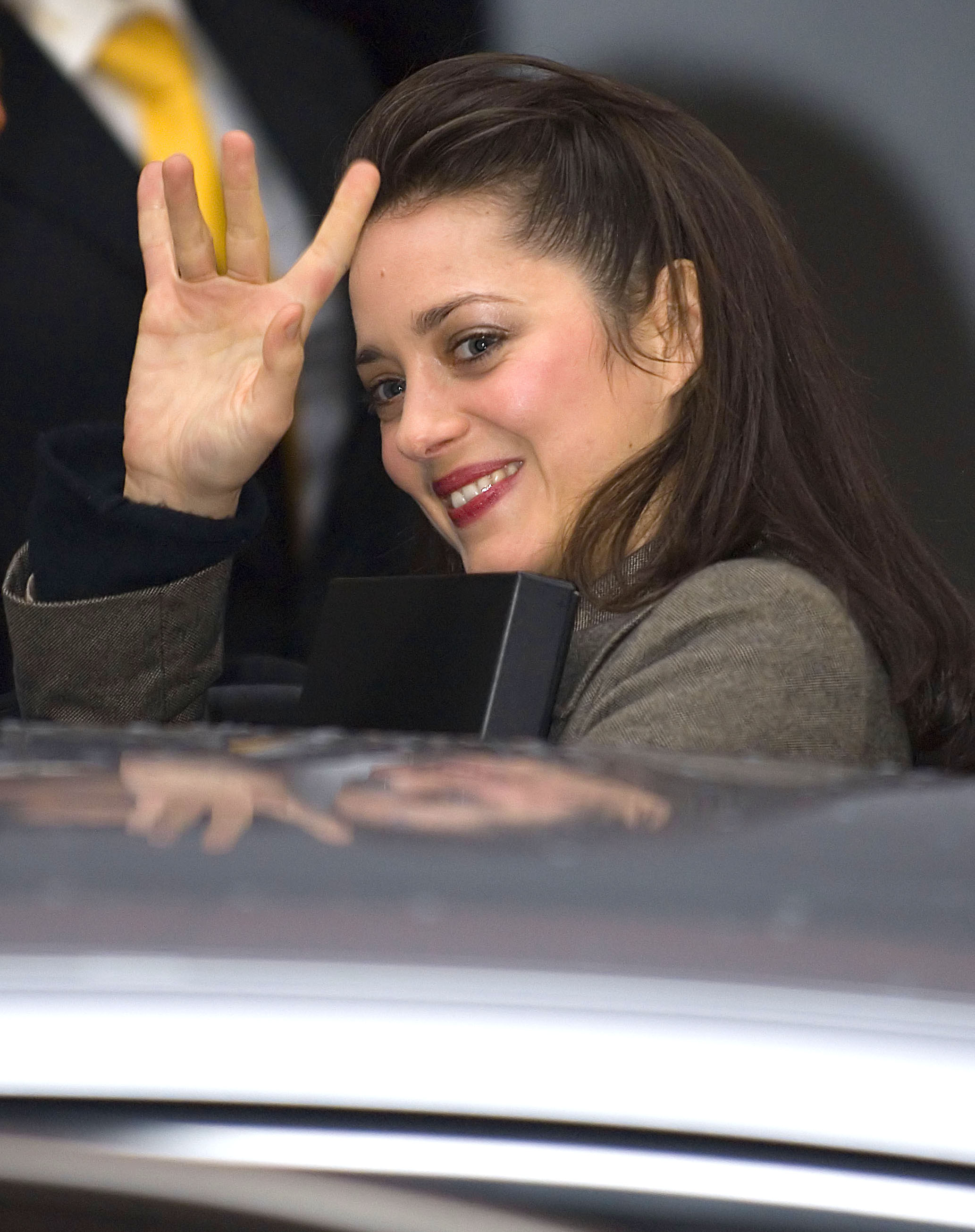
Nữ diễn viên người Pháp Marion Cotillard vào vai Piaf trong bộ phim năm 2007 La Vie en rose

Hai bộ phim tiểu sử về Piaf được đặt tên theo tựa đề của bài hát này được phát hành. Bộ phim đầu tiên được phát hành vào năm 1998, sử dụng nhiều đoạn phim tài liệu và phỏng vấn cùng Raquel Bitton và được thuật lại bởi Bebe Neuwirth. Bộ phim vào năm 2007 mang tên La Vie en rose giúp Marion Cotillard thắng giải Oscar cho nữ diễn viên xuất sắc nhất khi cô vào vai Piaf từ khi còn nhỏ cho đến khi mất vào năm 47 tuổi.

### Sử dụng trong các tác phẩm điện ảnh
- Stage Fright (1950)
- Operation: Rabbit (1952) – chỉ có nhạc khí (không được ghi nhận)
- Duck! Rabbit, Duck! (1953) – được hát theo bởi chú vịt Daffy
- By the Light of the Silvery Moon (1953) – chỉ có nhạc khí
- Sabrina (1954) – dưới dạng bài hát của Sabrina Fairchild
- Noches de Casablanca (1963) – thể hiện bởi Sara Montiel
- The Cheap Detective (1978) – nhân vật Betty DeBoop của Eileen Brennan không hát theo lời, mà chỉ hát "La la la la la la la en rose"
- Bull Durham (1988)
- A Foreign Field (1993)
- Natural Born Killers (1994)
- Prêt-à-Porter (1994)
- French Kiss (1995)
- Sabrina (1995)
- A Soldier's Daughter Never Cries (1998)
- Summer of Sam (1999)
- View from the Top (2003)
- Love Me If You Dare (2003)
- Something's Gotta Give Deleted Scene (2003)
- Modigliani (2004)
- A World Without Thieves (2004)
- Valiant (2005)
- Lord of War (2005)
- The Yacoubian Building (2006)
- La Vie en rose (2007)
- Mister Lonely (2007)
- Jellyfish (2007)
- Fred Claus (2007)
- The Bucket List (2007)
- WALL-E (2008)
- The Wackness (2008)
- Map of the Sounds of Tokyo (2009)
- X-Men: First Class (2011)
- Monte Carlo (2011)
- The Hundred-Foot Journey (2014)

### Sử dụng trong các tác phẩm truyền thông khác
- "La Vie en rose" từng xuất hiện trong chương trình truyền hình I Love Lucy, trong tập "Hollywood Anniversary", ngay sau khi Desi Arnaz hát bản "The Anniversary Waltz". Tập này được ghi hình và phát sóng vào năm 1955.
- Barbara Feldon hát "La Vie en rose" trong một tập của Get Smart mang tên "Casablanca" vào năm 1966.
- Bài hát xuất hiện trong chương trình truyền hình Lois & Clark: The New Adventures of Superman, tập "Pheromone, My Lovely" (1993).
- "La Vie en rose" xuất hiện trong một tập của Relic Hunter mang tên "Memories of Montmarte".
- Trong "Cold Stones", tập phim thứ 76 của The Sopranos, Rosalie Aprile ngân nga theo bài hát này để dỗ dành Carmela Soprano. Tập phim được công chiếu vào tháng 5 năm 2006.
- Bộ phim The Yacoubian Building vào năm 2006 có bao gồm bài hát "La Vie en rose" trong tiết mục trình diễn của Christine (Yousra).
- Bộ phim Sabrina có nhắc đến bài hát này và chơi nó nhiều lần. Nữ diễn viên Audrey Hepburn có hát một đoạn của bài hát này.
- Veronique Chevalier có trình bày một phiên bản nhại lại của bài hát này.
- Trong bộ phim tình cảm hài năm 2003 Something's Gotta Give, bài hát được chơi nhiều lần trong cảnh tại Paris và Jack Nicholson (Harry Sanborn) đã hát nó trong cảnh giới thiệu cuối phim.
- Trong mùa đầu tiên của The Voice (Úc), Rachael Leahcar trình bày "La Vie en rose" trong vòng thi giấu mặt và được cả bốn giám khảo chọn.
- Bosom Buddies hát "La vie en rose" trong tập 4 của Britain's Got Talent mùa thứ 7.
- Nữ diễn viên Cristin Milioti trình bày bài hát này bằng đàn ukulele trong tập phim How Your Mother Met Me, thuộc phần phim thứ 9 của How I Met Your Mother.
- Bài hát còn đụơc sử dụng nhiều lần trong BioShock Infinite: Burial at Sea, tập thứ 2.

### Những lần nhắc đến khác
- Ian Fleming có nhắc đến bài hát này trong Casino Royale, là tác phẩm đầu tiên nằm trong loạt tiểu thuyết James Bond. Ở cuốn tiểu thuyết thứ tư, Diamonds Are Forever, Ian Fleming miêu tả Bond chọn bỏ qua bài hát này trong máy nghe nhạc vì nó mang lại quá nhiều "kỷ niệm đau đớn".
- The Avengers sử dụng bài hát này trong tựa đề tập phim và được chơi nhiều lần trong một tập phim.
- Lời của bài hát được ghi chú lại trong quyển tiểu thuyết Belle du Seigneur của Albert Cohen vào năm 1968 (chương LVI).
- La Vie en Rose được đặt cho các con tàu không gian trong Mobile Suit Zeta Gundam và Mobile Suit Gundam ZZ, cũng như một tập phim của Mobile Suit Gundam 0083: Stardust Memory.
- Trong bộ phim anime Di Gi Charat, cái tên Rabi~en~Rose được dựa trên "La Vie en rose".
- La Vie en rose được nhắc đến trong quyển tiểu thuyết năm 2006 The Boy in the Striped Pyjamas của John Boyne.
- Nữ ca sĩ kiêm sáng tác người Mỹ Avril Lavigne có một hình xăm ghi tên 'La Vie en rose'.

## Các phiên bản trình bày lại
- Alex Swings Oscar Sings
- Amália Rodrigues
- Amanda Lear[12]
- Anat Cohen
- Andrea Bocelli
- Aretha Franklin
- Audrey Hepburn
- BB King
- Belinda Carlisle
- Bette Midler
- Bing Crosby
- Bob Brozman
- Brenda Lee
- Candan Erçetin
- Celine Dion
- Connie Francis
- Cyndi Lauper
- Cristin Milioti
- Dalida
- Daniela Andrade
- Danny Chan
- Danny Vera
- Dean Martin
- Diana Krall
- Evelina Sašenko
- Frank Chacksfield & His Orchestra
- Grace Jones
- Hadiqa Kiyani
- Herb Alpert
- Hildegard Knef
- Iggy Pop
- Jack Nicholson
- Jackie Evancho
- Jeff Buckley
- Jerry Vale
- Jo Stafford
- Joni James
- José Carreras
- Josephine Baker
- Julio Iglesias
- Katherine Jenkins
- KT Tunstall
- La Toya Jackson
- Lesley Garrett
- Liza Minnelli
- Louis Armstrong
- London Symphony Orchestra
- London Philharmonic Orchestra
- Luciano Pavarotti
- Madeleine Peyroux
- Marija Naumova
- Marlene Dietrich
- Melissa Manchester
- Melody Gardot
- Mia Doi Todd
- Michael Bublé
- Milva
- Natacha Atlas
- National Philharmonic Orchestra
- Pablo Alborán
- Paula Cole
- Petula Clark
- Pearl Django
- Plácido Domingo
- Pomplamoose
- Raquel Bitton
- Royal Philharmonic Orchestra
- Richard Clayderman
- Sally Kellerman
- Sara Montiel
- Shirley Bassey
- Sophie Milman
- Susan Werner
- Taco
- Tatsuro Yamashita
- Thalía
- The Three Tenors
- Tony Bennett (cùng k.d. lang)
- Tony Martin
- Ute Lemper
- Yves Montand
- Yvette Giraud
- Zaz
- Zazie

## Phiên bản của Grace Jones
Grace Jones trình bày lại "La Vie en rose" vào năm 1977 cho album đầu tay Portfolio. Nó được phát hành dưới dạng đĩa đơn thứ ba và là đĩa đơn cuối cùng trích từ album, mà theo thời điểm đó, đây là đĩa đơn đầu tiên của cô được phát hành bởi Island Records.
Phiên bản của đĩa đơn được chỉnh sửa lại phần lớn từ phiên bản gốc trong album, với độ dài được rút xuống 3.5 phút. Bài hát cải tiến theo hơi hướng bossa nova/disco này là một thành công trên toàn cầu của Grace Jones. Bà sau đó trình diễn lại nó trong A One Man Show vào năm 1981, trở thành bài hát duy nhất trong thời kì disco có mặt trong chương trình đó. Tại Tây Ban Nha và Mexico, bài hát được phát hành dưới dạng đĩa đơn 7", cho dù không có một phiên bản tiếng Tây Ban Nha nào được phát hành. Phiên bản này của Jones được tái bản nhiều lần trong đầu những năm 1980 và sau cùng đạt đến vị trí thứ 12 tại Anh Quốc khi bài hát được tái bản cùng bài hát "Pull Up to the Bumper" năm 1985.

### Danh sách bài hát
- Đĩa đơn 7" (1977)[13][14]

A. "La Vie en rose" – 3:35
B. "I Need a Man" – 3:22
- Đĩa đơn tiếng Ý 7" (1977)[15]

A. "La Vie en rose" – 3:35
B. "Tomorrow" – 5:48
- Đĩa đơn quảng bá 7" (1977)[16]

A. "La Vie en rose" – 3:35
B. "La Vie en rose" – 3:35
- Đĩa đơn tiếng Mexico 12" (1984)[17]

A. "La Vida en rosa" ("La Vie en rose") – 7:27
B. "Manden a los payasos" ("Send in the Clowns") – 7:33

### Diễn biến trên bảng xếp hạng
| Chart                | Peak position |
| -------------------- | ------------- |
| Canada               | 87            |
| Canada (Dance/Urban) | 28            |
| Pháp                 | 2             |
| Ý                    | 3             |
| Hà Lan               | 4             |

## Phiên bản của Donna Summer
Nữ danh ca người Mỹ Donna Summer trình bày lại "La Vie en rose" trong một album tưởng nhớ vào năm 1993 Tribute to Edith Piaf hay Edith Piaf Tribute, nơi bà thu âm một vài bài hát nổi tiếng nhất của Piaf. Album được phát hành trên cả đĩa than lẫn CD.

### Danh sách bài hát
- Đĩa đơn 12"[23]

A. "La Vie en rose" – 4:58
B. "La Vie en rose" – 4:58
- Đĩa đơn Maxi 12"[24]

A1. "La Vie en rose" (Techno Mix) – 7:36
A2. "La Vie en rose" (US Radio Mix) – 3:43
B1. "La Vie en rose" (Extended Soul Mix) – 7:40
B2. "La Vie en rose" (Full Bass Mix) – 4:25
- Đĩa đơn quảng bá 12"[25]

A. "La Vie en rose" (Remodelled Mix)
B1. "La Vie en rose" (Radio Mix)
B2. "La Vie en rose" (12" Mix)
- CD Đĩa đơn[26]

1. "La Vie en rose" (US Radio Mix) – 3:43
2. "La Vie en rose" (Full Bass Mix) – 4:25
3. "La Vie en rose" (Extended Soul Mix) – 7:40
4. "La Vie en rose" (Stringapella Mix) – 5:43